# Сара Ру
Сара Ру (енгл. Sara Rue; рођена Шлакман (енгл. Schlackman); Њујорк, Њујорк, САД, 26. јануар 1979) је америчка глумица. Позната је по улози Клод Кејси у ТВ серији „Нико није савршен“.

## Биографија

### Детињство
Рођена је као Сара Шлакман, али је ово презиме заменила девојачким презименом своје мајке Џоун (енгл. Joan). Њен отац Марк (енгл. Marc) је био редитељ, док јој је мајка била службеница у општини и бивша глумица. Има и млађу сестру. Одрасла је у Њујорку, где су њени родитељи радили у позориштима Бродвеја. Похађала је Професионалну дечју школу у Њујорку.

### Каријера
Прву улогу имала је са девет година и то у филму „Rocket Gibraltar“ у којем је тумачила улогу Џесике Хансон (енгл. Jessica Hanson), ћерке, односно унуке ликова које су тумачили Кевин Спејси и Берт Ланкастер. Након тога глумила је у неколико биоскопских и ТВ филмова, а играла је и епизодне улоге у више ТВ серија, међу којима су и „Ургентни центар“ и „Вил и Грејс“, у којој је тумачила улогу Грејсине сестре Џојс Адлер (енгл. Joyce Adler), која је зависна од хране. У ТВ серији „Popular“ тумачила је лик Кармен Фераре (енгл. Carmen Ferrara), лепе, али не превише популарне чирлидерсице. Најпознатија је по улози Клод Кејси (енгл. Claude Casey), асистенткиње директора једне телевизијске мреже, у ТВ серији „Нико није савршен“ у којој је глумила од 2002. године до 2006. године. У наслову серије алудирало се на буцмасту фигуру њене главне јунакиње. Ипак, како је Сара Ру знатно изгубила на тежини, то се одразило и на Клод, која је такође постала згодна.

### Приватни живот
Године 2001. удала се за Мишу Ливингстона (енгл. Mischa Livingstone) са којим није имала деце. У новембру 2007. године поднела је захтев за развод брака, наводећи као разлог „непремостиве разлике“, због којих пар није живео заједно од маја 2006. године.

## Филмографија
| Улоге Саре Ру |                   |               |                  |          |
| Година        | Српски назив      | Изворни назив | Улога            | Напомена |
| 1988.         |                   |               | Џесика Хансон    |          |
| 1990.         |                   |               | Еда Пазети       |          |
| 1992.         |                   |               | Меган Сканлан    |          |
| 1992.         |                   |               | Розан тинејџерка |          |
| 1993 — 1994.  |                   |               | Моника           |          |
| 1995.         |                   |               | Енџи             |          |
| 1995.         |                   |               | Џаквелин         |          |
| 1995 — 1996.  |                   |               | Дарби Гладстон   |          |
| 1996.         | Ургентни центар   |               | Џејн             |          |
| 1996.         | Перл              |               | Берта Сагс       |          |
| 1996.         |                   |               | Кимберли Џоунс   |          |
| 1997.         |                   |               | млађа сестра     |          |
| 1997.         |                   |               | Ејми             |          |
| 1998.         | Чикаго болница    |               | Ронда Фриц       |          |
| 1998.         |                   |               |                  |          |
| 1998.         |                   |               | Ерт Герл         |          |
| 1998.         |                   |               | Мелани           |          |
| 1999.         |                   |               | Вајолет          |          |
| 1999.         |                   |               | Брини Кенеди     |          |
| 1999.         |                   |               | Деби             |          |
| 1999 — 2001.  |                   |               | Кармен Ферара    |          |
| 2000.         | Вил и Грејс       |               | Џојс Адлер       |          |
| 2001.         | Перл Харбор       |               | болничарка Марта |          |
| 2001.         |                   |               | Џипси Вејл       |          |
| 2002.         | Круг              |               | бебиситерка      |          |
| 2002 — 2003.  |                   |               | Аманда Макаферти |          |
| 2002 — 2006.  | Нико није савршен |               | Клод Кејси       |          |
| 2003.         |                   |               | Габи Кастелани   |          |
| 2003.         |                   |               | бебиситерка      |          |
| 2005.         |                   |               | Барбара Џин      |          |
| 2006.         |                   |               |                  |          |
| 2006.         |                   |               | Шарлота Луис     |          |
| 2006.         |                   |               | државни тужилац  |          |
| 2006 — 2007.  | Два и по човека   |               | Нејоми           |          |
| 2007.         |                   |               |                  |          |
| 2008.         |                   |               | Тори             |          |
| 2008.         |                   |               | Ејрпил           |          |
| 2008.         |                   |               | Кортни           |          |
| 2008.         | Штребери          |               | Стефани Барнет   |          |
| 2009.         |                   |               | Мариса           |          |
| 2009.         |                   |               | Кенди            |          |

## Награде
Добитница је специјалне награде жирија на Међународном филмском фестивалу у Индијанаполису 2004. за улогу Вајолет (енгл. Violet) у филму „A Slipping-Down Life“.